# Língua tat-judeu
Juhuri, Juwuri ou Judæo-Tat (çuhuri / жугьури / ז'אוּהאוּראִ)é a língua tradicional dos  Judeus das montanhas do leste da cordilheira do Cáucaso, especialmente no Azerbaijão e no Daguestão (Rússia), hoje língua que é falada mais em Israel.
A língua é relacionada com o Persa e pertence ao grupo sudoeste das línguas iranianas, divisão das línguas indo-europeias. A Tat, é uma língua bem similar, mas é outra língua que é falada pelo povo Tat , muçulmanos, um grupo com o qual os Judeus da Montanha foi confundido de forma equivocada durante a era da história da União Soviética. Os termos  Juhuri e Juhuro são literalmente traduzidos como  "Judeu" .
A língua Juhuri apresenta muitos elementos semíticos, hebraicos e Aramaicos em todos os níveis linguísticos. Por exemplo, o Juhuri tem som hebraico "ayin" (ע) inexistente em qualquer língua das circunvizinhanças. O  Juhuri é uma língua ameaçada de extinção no nível definitivamente em perigo da UNESCO.

## Distribuição
A língua tem hoje acerca de 106 mil falantes::
- Israel: 70 mil em 1998
- Azerbaijão: 24 mil em 1989
- Rússia: 3 mil em 2002
- USA: 5 mil em 2011

## Escrita
O Juhuri utiliza alternativamente diferentes três escritas, cada um com correspondentes 33 letras, a Hebraica, a Cirílica e a Latina.
No início dos anos 1920, a escrita usada era a hebraica, quando a escrita latina foi adaptada à língua. Depois passou a ser escrita em Cirílico. Mais recentemente foi renovado o uso da escrita hebraica.
| Latino   | Aa | Bb | Cc    | Çç | Dd | Ee | Əə | Ff | Gg | Hh   | Ḩḩ   | Ħћ   | Ii | Jj | Kk | Ll | Mm | Nn | Oo | Pp | Qq   | Rr | Ss | Şş | Tt | Uu | Vv | Xx | Yy   | Zz |
| Cirílico | Аа | Бб | Чч    | Жж | Дд | Ее | Ээ | Фф | Гг | Гьгь | ГӀгӀ | Хьхь | Ии | Йй | Кк | Лл | Мм | Нн | Оо | Пп | Гъгъ | Рр | Сс | Шш | Тт | Уу | Вв | Хх | Уьуь | Зз |
| Hebraico | אַ  | בּ  | 'ג'/צ | 'ז | ד  | אי | א  | פ  | ג  | ה    | ע    | ח    | אִ  | י  | כּ  | ל  | מ  | נ  | אָ  | פּ  | ק    | ר  | ס  | ש  | ת  | אוּ | ב  | כ  | או   | ז  |

## Fonologia
|                         | Anterior                  | Anterior    | Quase frontal | Média | Posterior |
|                         | ant. aberta ñ.arredondada | arredondada | Quase frontal | Média | Posterior |
| ----------------------- | ------------------------- | ----------- | ------------- | ----- | --------- |
| Fechada e Quase-fechada | i                         | y           | ɪ             |       | u         |
| Média                   | ɛ                         |             |               |       | o         |
| Aberta                  | æ                         |             |               | a     |           |

|                      | Bilabial | Bilabial | Labio- dental | Labio- dental | Dental | Dental | Alveolar | Alveolar | Post- alveolar | Post- alveolar | Palatall | Palatall | Velar | Velar | Uvular | Uvular | Faringeal | Faringeal | Glotal | Glotal |
| -------------------- | -------- | -------- | ------------- | ------------- | ------ | ------ | -------- | -------- | -------------- | -------------- | -------- | -------- | ----- | ----- | ------ | ------ | --------- | --------- | ------ | ------ |
| Plosivas e Africadas | p        | b        |               |               | t      | d      |          |          | t͡ʃ             | d͡ʒ             |          |          | k     | ɡ     | ɢ      | ɢ      |           |           |        |        |
| Nasais “oclusivas”   | m        | m        |               |               | n      | n      |          |          |                |                |          |          |       |       |        |        |           |           |        |        |
| Fricativas           |          |          | f             | v             | s      | z      |          |          | ʃ              | ʃ              |          |          |       |       | χ      | χ      | ħ         | ħ         | h      | h      |
| Aproximantes         |          |          |               |               |        |        | l        | l        |                |                | j        | j        |       |       |        |        | ʕ         | ʕ         |        |        |
| Vibrante             |          |          |               |               |        |        | ɾ        | ɾ        |                |                |          |          |       |       |        |        |           |           |        |        |